# هوهانس هیساریان
هُوْهانِس هیساریان (ارمنی: Հովհաննես Հիսարյան؛ زادهٔ ۱۸۲۷ - درگذشته ۱۹۱۶) یک نویسنده، رمان‌نویس، باستان‌شناس، ویراستار، و معلم اهل ارمنستان است. 

## زندگی
هوهانس هیساریان در شهر قسطنطنیه (استانبول کنونی) دنیا آمد و تحصیل نمود. پس از تکمیل تحصیلاتش وی به عنوان آموزگار و استاد در بسیاری از مؤسسات دولتی آموزشی امپراتوری عثمانی در تاریخ ۱ ژانویهٔ ۱۸۵۱،یک ماهنامه به نام پاناسر ( فلسفه‌دان‌) را منتشر کرد و خودش سردبیری آن را به عهده گرفت.
وی سپس یک گاهنامهٔ فرانسوی تحت عنوان «Journal Asiatic de Constantinople» تأسیس نمود. وی در سال ۱۹۱۶ در سن ۸۹ سالگی در قسطنطنیه (استانبول کنونی) درگذشت.

## حرفهٔ نویسندگی
هوهانس هیساریان نخستین رمان‌نویس ارمنی در سبک رمانتیسم به شمار می‌رود.
زبان ارمنی